# Symplocos longifolia
Symplocos longifolia är en tvåhjärtbladig växtart som beskrevs av Fletcher. Symplocos longifolia ingår i släktet Symplocos och familjen Symplocaceae. Inga underarter finns listade i Catalogue of Life.